# Fynsvej (Kolding)
Fynsvej er en 4-sporet motortrafikvej, og var oprindelig en motorvej men  blev i 2000 nedgraderet fra motorvej til motortrafikvej. Den går fra Sønderjyske Motorvej afkørsel 62 ind til det nordlige Kolding.
Vejen er en del af sekundærrute 170, der går fra Viby J til Kruså ved den tyske grænse.
Motortrafikvejen åbnede i 1970 som motorvej, hvor den blev kaldt Ekspresvejen.